# Oskar Gripenberg
Oskar Ferdinand Gripenberg  (ryska: Оскар-Фердинанд Казимирович Гриппенберг; Oskar-Ferdinand Kazimirovitj Grippenberg), född 13 februari 1838 i Ikalis, Storfurstendömet Finland, Kejsardömet Ryssland,  död 7 januari 1916 i Petrograd, Kejsardömet Ryssland (numera Sankt Petersburg), var en finländsk officer i rysk tjänst.
Gripenberg började sin karriär som underofficer i finska grenadjärskarpskyttebataljonen. Han blev 1855 officer vid ett ryskt regemente. Han deltog i fälttåget i Polen 1863-64 samt med utmärkt tapperhet i fälttåget mot Buchara 1866-68. År 1877 utnämndes han som överste till kommendör för andra gardesskarpskyttebataljonen och till kejsar Alexander II:s flygeladjutant. Han sändes under rysk-turkiska kriget till krigsskådeplatsen i Osmanska riket och utmärkte sig i flera slag för tapperhet. Som chef för moskovitiska gardet tillbakaslog han efter en hård strid osmanerna vid Arabakonak 30 november 1877 varigenom ryssarna kunde behålla och forcera vägarna till Östrumelien från Orhanie och Etropole. 
Gripenberg vann stort anseende som militär, blev 1888 brigadkommendör, 1897 chef för en gardesinfanteridivision och 1900 för sjätte armékåren, 1901 general vid infanteriet och 1902 kommendant för trupperna i Vilna militärdistrikt. På hösten 1904 utsågs han till överbefälhavare över andra manchuriska armén i det samma år utbrutna rysk-japanska kriget. Med denna bröt han 25 januari 1905 den stiltje i krigsoperationerna, som hade rått i Manchuriet efter slaget vid Liaoyang i oktober 1904. Han företog en framryckning mot japanernas vänstra flygel i avsikt att hindra Nogi Maresukes från Port Arthur kommande armé att förena sig med huvudhären, men blev ej tillräckligt understödd av överbefälhavaren Aleksej Kuropatkin och tillbakaslogs vid Sandepu den 28 januari med förlust av 10 000 man. I vredesmod anhöll han om sitt återkallande och återvände strax därpå till Ryssland.

## Utmärkelser
- Georgsorden, fjärde klass,  1867[1]
- Sankt Annas orden, tredje klass,  1867[1]
- Sankt Stanislausorden, andra klassen med svärd,  1868[1]
- Sankt Stanislausorden, andra klassen,  1869[1]
- Guldsabel "för tapperhet",  1869[1]
- Sankt Annas orden, andra klass,  1875[1]
- Medalj till minne av Rysk-turkiska kriget 1877–78,  1878[1]
- 2:a graden av  Preussiska Kronorden,  1878[1]
- Georgsorden, tredje klass,  1878[1]
- Kors "För korsning av Donau",  1878[1]
- Sankt Vladimirs orden, tredje klass med svärd,  1878[1]
- Sankt Stanislausorden, första klassen med svärd,  1878[1]
- Sankt Annas orden, första klass,  1881[1]
- Sankt Vladimirs orden, andra klassen,  1888[1]
- Vita örnens orden,  1896[1]
- Kommendör av Hederslegionen,  1897[1]
- Riddare av Sankt Alexander Nevskij-orden,  1905[1]

[Redigera Wikidata]